# خندق (قلعة خواجة)
خندق (بالفارسية: کندگاه) هي منطقة سكنية تقع في إيران في قسم قلعة خواجة الريفي. يقدر عدد سكانها بـ 39 نسمة بحسب إحصاء 2016.